# Paul Murry
Paul Murry (Saint Joseph, 25 novembre 1911 – Palmdale, 4 agosto 1989) è stato un fumettista statunitense. È stato per oltre quarant'anni uno dei principali e seminali autori di fumetti di Topolino, realizzati con un proprio stile e caratterizzazione riprese dagli autori venuti dopo di lui.

## Biografia
Nato nel Missouri, fino al 1938 Paul Murry lavorò prima come agricoltore poi come illustratore pubblicitario presso una tipografia.
Il 5 giugno del 1938 viene assunto da Walt Disney come animatore. In seguito si occupa del reparto fumetti disegnando le tavole domenicali di Panchito, José Carioca e di Fratel Coniglietto, oltre ad alcune strisce giornaliere di Topolino in sostituzione di Floyd Gottfredson. Nel 1946 lascia gli studi Disney per realizzare storie a fumetti per la Western Publishing, casa editrice che deteneva i diritti per la realizzazione dei fumetti disneyani.
Nei primi anni disegna soprattutto le storie di Fratel Coniglietto e della banda di animali protagonisti del film I racconti dello zio Tom, le avventure di Lupetto, il figlio buono di Ezechiele Lupo, ed alcune brevi storie con Paperino protagonista; successivamente inizia a realizzare le storie con Topolino e Pippo protagonisti, diventandone per anni uno dei principali interpreti. Nel 1951 dopo aver disegnato la storia di Topolino Topolino e il rubino di Omar (prima pubblicazione italiana sul n.31 del Topolino libretto del 10 agosto dello stesso anno) lascia la Western per disegnare le strisce sindacate Buck O' Rue con Dick Muemer.
Dopo il fallimento di Buck O' Rue Murry ritorna a disegnare i comics Disney per la Western nel 1953. Gli affidano il Mickey Mouse serial (cioè una storia a puntate su Topolino pubblicata sull'albo Walt Disney Comics and Stories). Prima di lui il Mickey Mouse serial  non era stato affidato a disegnatori di spicco a parte Bill Wright che aveva riadattato le storie di Floyd Gottfredson.
Oltre a realizzare nuove lunghe avventure, fino ad allora appannaggio delle strisce di Gottfredson, ridisegna anche alcune sue storie come Topolino e la barriera invisibile, modernizzando il look dei personaggi. Nel 1964, nella storia Topolino contro Macchia Nera e Mister X (Topolino n.487 del 28 marzo 1965) è uno dei primi autori statunitensi a riprendere il personaggio di Macchia Nera, già utilizzato dalla scuola italiana in Topolino e il doppio segreto di Macchia Nera, di Guido Martina e Romano Scarpa, mentre nel 1965 crea, su testi di Del Connell, il personaggio di Super Pippo (storia d'esordio: L'Ultra Pippo contro Macchia Nera, su Topolino n. 515 del 10 ottobre). Nel 1967, insieme allo sceneggiatore Cecil Beard, crea il personaggio di Vespa Vermiglia.
Con la fine dei Mickey Mouse serials nel 1973 disegna brevi storie su Topolino, per poi andare in pensione nel 1982.
Muore a 78 anni in California.